# Canada Day IV
Canada Day IV ist ein Jazzalbum von Harris Eisenstadt. Die im Januar 2015 im Water Music studio in Hoboken, New Jersey entstandenen Aufnahmen erschienen am 4. September 2015 auf Songline Recordings.

## Hintergrund
Als Harris Eisenstadt das vierte Album der Canada Day-Gruppe vorlegte, war das Ensemble des Schlagzeugers bereits seit sieben Jahren aktiv. Seit 2006 hat sich an der Konfiguration der Gruppe nicht viel geändert: Während eine Veröffentlichung im Jahr 2012 das Oktett-Format verwendete, bleiben die durchweg selbstbetitelten und durchnummerierten Canada Day-Veröffentlichungen beim Quintettformat, das aus Schlagzeug, Vibraphon, Trompete, Tenorsaxophon und Bass besteht. Nur das letzte Instrument hat personelle Veränderungen erfahren; von Eivind Opsvik bei den ersten beiden Aufnahmen über Garth Stevenson bei der dritten bis zu Pascal Niggenkemper bei der viertenStudioproduktion. Die weiteren Mitglieder sind Chris Dingman am Vibraphon, Nate Wooley an der Trompete, Matt Bauder am Tenorsaxophon und Eisenstadt selbst am Schlagzeug.

## Titelliste

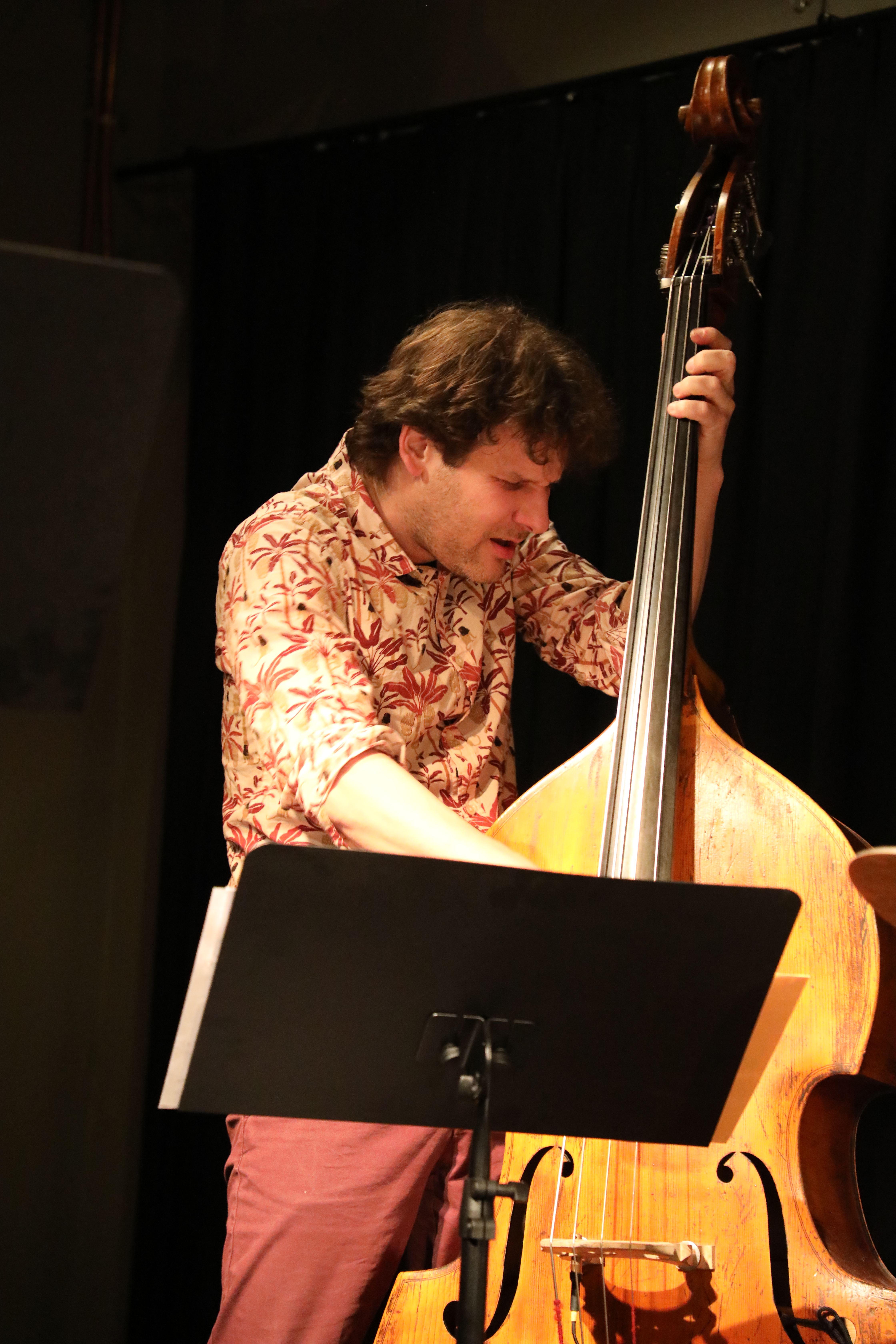
Pascal Niggenkemper mit The Fictive Five 2019

- Harris Eisenstadt – Canada Day IV (Songlines Recordings SGL 1614-2)[2]
  1. After Several Snowstorms – 7:12
  2. Sometimes It’s Hard to Get Dressed In The Morning – 4:29
  3. Let’s Say It Comes in Waves – 7:38
  4. Life’s Hurtling Passage Onward – 9:09
  5. What Can Be Set to the Side – 4:08
  6. What’s Equal to What – 10:27
  7. Meli Melo – 7:50

## Rezeption
Nach Ansicht von Troy Collins, der dem Album in All About Jazz mit vier Steren auszeichnete, habe das Quintett in den vorangegangenen Jahren eine identifizierbar geschlossene Klangästhetik entwickelt, der Avantgarde-Erkundungen und einer swingenden Art und Weise des Zeitspiels und Phrasierung gekonnt in Einklang bringe. Eisenstadts Kompositionen für das Ensemble erweitern die postmodernen Jazztraditionen auf faszinierende Weise weiter, meint Collins. Er zitiert an dieser Stelle Eisenstadt, der notierte: „Ich wollte tiefer in die Möglichkeiten von Solo-, Duo-, Trio- und Quartetträumen innerhalb des Ensembles eintauchen … um die Menge an Klanginformationen, Gewicht und Umfang ständig zu verändern.“ Die Band erweitere ihr Spektrum auf ihrem vierten Album erheblich und leite erweiterte Variationen von biegsamen Formen ab, die im vorangegangenen Jahr bei mehreren Tourneen und Residenzen getestet wurden, schrieb Collins. Eisenstadts denkwürdige Themen, die von melodischen Melodien untermauert werden, zeigten eine große Interpretationsfähigkeit, selbst während Episoden mutwilliger Dekonstruktion, wie dem hitzigen kollektiven Höhepunkt von What Can Be Set to the Side.
Derek Stone schrieb im Free Jazz Blog, Eisenstadt habe es mit dem Canada Day Bandprojekt geschafft, mehrere Alben mit eigenwilligem, hybridisiertem Jazz zu veröffentlichen. Obwohl es sich zweifellos um komponierte Stücke handle, seien die Strukturen der Musik geräumig und das Tempo ruhig; die einzelnen Spieler hätten genügend Zeit, um die Architektur zu erkunden, interessante Wege zu erkunden und alles mit ihren eigenen Markierungen zu versehen, schrieb Stone. „Alles in allem ist dies eine mehr als würdige Aufnahme in Harris Eisenstadts Canada Day-Aufnahmen, und es könnte durchaus die [bislang] beste sein“, resümiert der Autor.

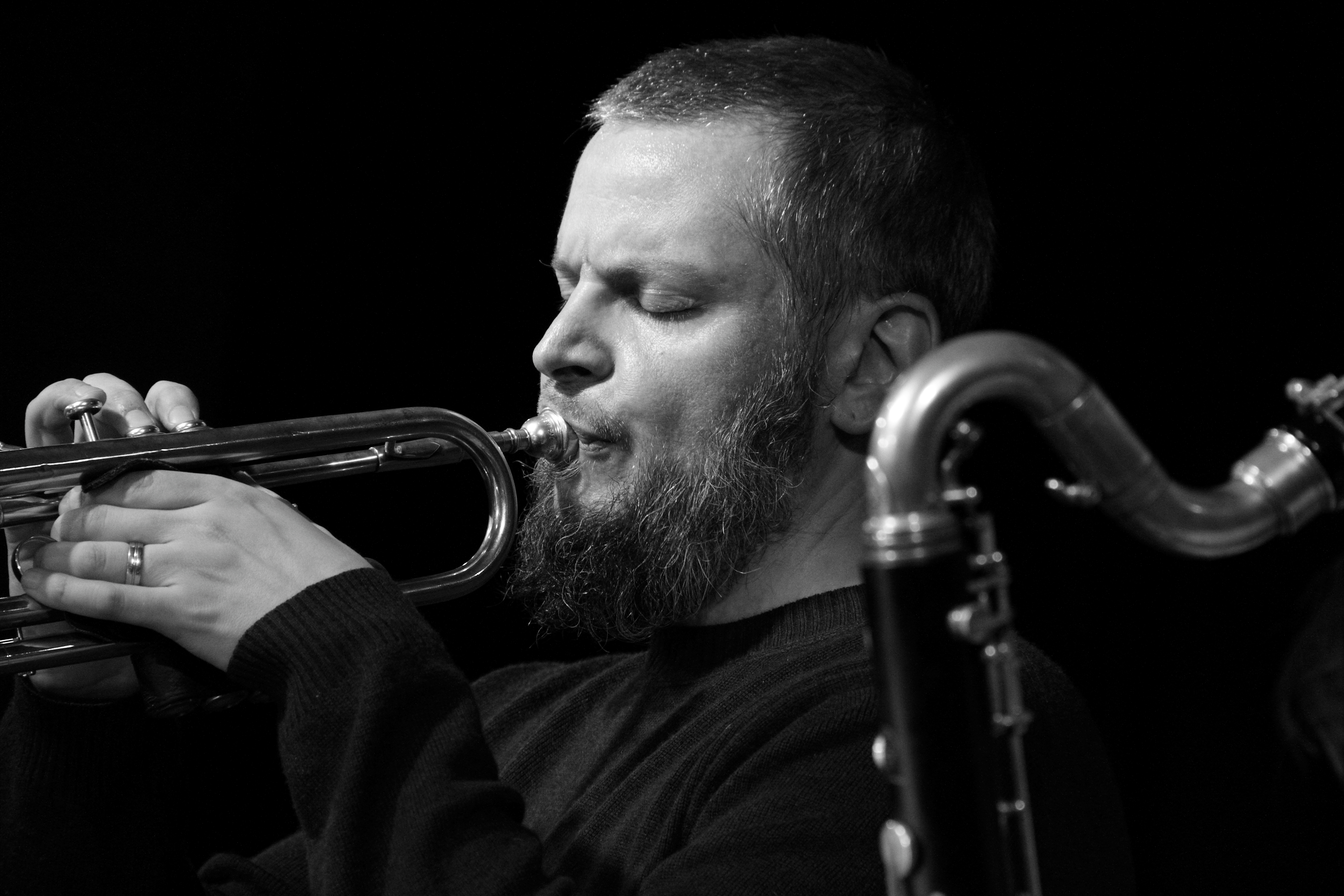
Nate Wooley bei einem Konzert im Club W71, Weikersheim 2014

Ebenfalls in All About Jazz schrieb Vincenzo Roggero, mit dem vierten Kapitel der Reihe werde das Quintett des Schlagzeugers/Komponisten Harris Eisenstadt als äußerst wertvolle Formation mit einem starken und klar definierten Klang bestätigt, der mit großer Sauberkeit und Präzision und klarer Planung ausgestattet sei. Man fühle sich an bestimmte Combos aus den 1950er-Jahren erinnert, die die Cool Jazz -Galaxie umkreisten, vom orthodoxeren Stilismus bis zu den experimentelleren und etwas vorausgreifenden Rändern der Bewegung, dem Aufkommen der musikalischen Revolution durch den Free Jazz. Sorgfältige Beachtung des Klangs, besondere Sorgfalt bei den Arrangements, chronometrische Organisation der Bewegungen einerseits, oft abenteuerliche Soli und etwas ungezügelte Improvisationen andererseits sowie die kontinuierliche Aufteilung des Personals in Untergruppen sorgten für eine erratene Mischung aus Form und Freiheit, Hinweise auf die Vergangenheit und ein Blick in die Zukunft des Jazz, meint Roggero. Alle Musiker seien dabei in großartiger Form; Pascal Niggenkemper habe einen wunderbaren und fantasievollen Sound, das Tenorsaxophon von Matt Bauder reite „auf den Melodien mit der Gelassenheit der Klassiker und der Frechheit derer, die es gewohnt sind, über die Grenzen der Tonart hinauszugehen. Chris Dingman erweitert die Rolle des Pulsgenerator-Vibraphons und Eisenstadt bearbeitet Becken und Trommeln mit der Präzision eines Chirurgen und den Farben einer Palette.“ Aber es sei die Trompete von Nate Wooley, resümiert der Autor, die am meisten durch die breite Palette von Schattierungen, die sie abgibt, durch die fließenden Änderungen des Registers und der Art und Weise, die Sätze zwischen Lyrik und Abstraktion zu setzen, auffalle.